# 치료감호
치료감호(治療監護)란 심신장애와 알코올 또는 마약 중독자를 치료감호시설에 수용하여 치료를 위한 조치를 행하는 보안처분이다. 치료감호의 선고를 받은 자에 대하여는 치료감호시설에 수용하여 치료를 위한 조치를 한다. 치료감호시설에 수용은 피치료감호자가 감호의 필요가 없을 정도로 치유되어 사회보호위원회의 치료감호의 종료결정을 받거나 가종료결정을 받을 때까지로 한다.
보호대상자가 ① 심신장애자로서 형법 제10조 제1항의 규정에 의하여 벌할 수 없거나 형법 제10조 제2항의 규정에 의하여 형이 감경되는 자가 금고 이상의 형에 해당하는 죄를 범한 때, ② 마약·향정신성 의약품·대마 기타 남용되거나 해독작용을 일으킬 우려가 있는 물질이나 알코올을 식음·섭취·흡입·흡연 또는 주입받는 습벽이 있거나 그에 중독된 자가 금고 이상의 형에 해당하는 죄를 범한 때, ③ 소아성기호증, 성적가학증 등 성적 성벽이 있는 정신성적 장애인으로서 금고 이상의 형에 해당하는 성폭력범죄를 지은 때에 해당하고 재범의 위험성이 있다고 인정되는 때에 치료감호에 처한다.

## 판례
- 형벌과 치료감호처분은 서로 다른 독자적 의의를 가진 제도인바, 명시적인 배제 조항 등이 없는 이상 어느 한 쪽의 적용 대상이라는 이유로 다른 쪽의 적용 배제를 주장할 수 없는 것이다[1]

## 치료감호 청구권자 사건
치료감호 청구권자 사건은 대한민국 유명 헌법재판소 판례이다.

## 사실관계
청구인은 치료감호 청구권자를 검사를 한정하는 치료감호법 제4조 제1항에 대하여 재판청구권, 평등권, 보건에 관한 권리를 침해하고 적법절차원칙에 위배된다며 헌법소원심판을 청구하였다.

## 관련조문
구 치료감호법

## 결론
기각

## 이유
재판청구권을 침해하거나 적법절차의 원칙에 반하는 것은 아닌지 문제된다. 이 사건에서는 재판청구권의 적걱적 측면이 문제된다. 즉 치료감호청구가 '재판이라는 국가적 행위를 청구할 수 있는 사안'에 해당되는지 여부가 문제된다. 일반적으로 민, 형사, 행정소송이나 이에 직접 관련되는 것이 아닌 사항에서 어떤 것들이 재판을 청구할 수 있는 대상으로서 기본권(재판청구권)으로 보호되어야 하는가는 일률적으로 말하기 어렵고, 다만 적어도 국민에게 중요한 사항으로서 '사실확정과 법률의 해석적용'에 관련된 문제이고 사법절차를 통하여 결정되어야 할 만한 속성을 지닌 것이라면 재판청구권의 보호범위에 포함된다.
치료감호에 대한 청구권이 헌법상 재판청구권의 보호범위에 속한다고 하기 위하여는, 피고인에게 치료감호에 대한 재판절차에의 접근권을 부여하여는 것이 피고인의 권리를 보다 효율적으로 보장하기 위하여 필요하다는 것이 인정되어야 한다. 피고인에게 더 유리한 것이라고는 단정할 수 없다. 나아가, 설령 피고인의 이익으로 보이는 측면이 있더라도 그러한 이익은 주관적, 상대적 이익일 뿐이고, 그마저도 실형이 명백히 예상되는 자에 국한되는 이익이다. 검사로 하여금 치료감호 청구를 하게 하는 것은 개인적인 감정이나 집단적 이해관계 또는 여론에 좌우되지 않고 국가 형벌권을 객관적으로 행사하도록 하여 재판의 적정성 및 합리성을 기하고자 하는 것이다. 국가는 국민의 건강을 소극적으로 침해항서는 아니될 의무를 부담하는 것에서 한 걸음 더 나아가 적극적으로 국민의 보건을 위한 정책을 수립하고 시행하여야 할 의무를 부담한다.

## 참고 문헌
- 헌법재판소 판례 2008헌마622
- p 458-460, 정회철, 최근 5년 중요헌법판례, 윌비스, 2014.